# Стерно

Стерно:
1. Перо
2. Стерновий гак
3. Вертлюг
4. Ахтерштевень
5. Обшивка

Стерно́ — пристрій для утримування обраного курсу судна або зміни курсу. Замість стерна на човнах могли використовувати довгі кермові весла — «прави́ла» або «корми́ла».

## Назва
Поряд зі стерно, використовуються також терміни кермо́, руль, рідше деме́но, як застаріле вживається назва корми́ло.

### Етимологія
Слово стерно є давнім запозиченням з пол. ster («кермо»), що походить від сер.-нім. stiure («стерно», «кермо», «кормило»). Слово кермо походить від корма (д.-рус. кърма), що зазнало зближення з керувати; руль — через російське посередництво від нід. roer («стерно, кермо», звідси також і румпель); демено — від тур. dümen, demen, що сходить до італ. timone.

## Історія

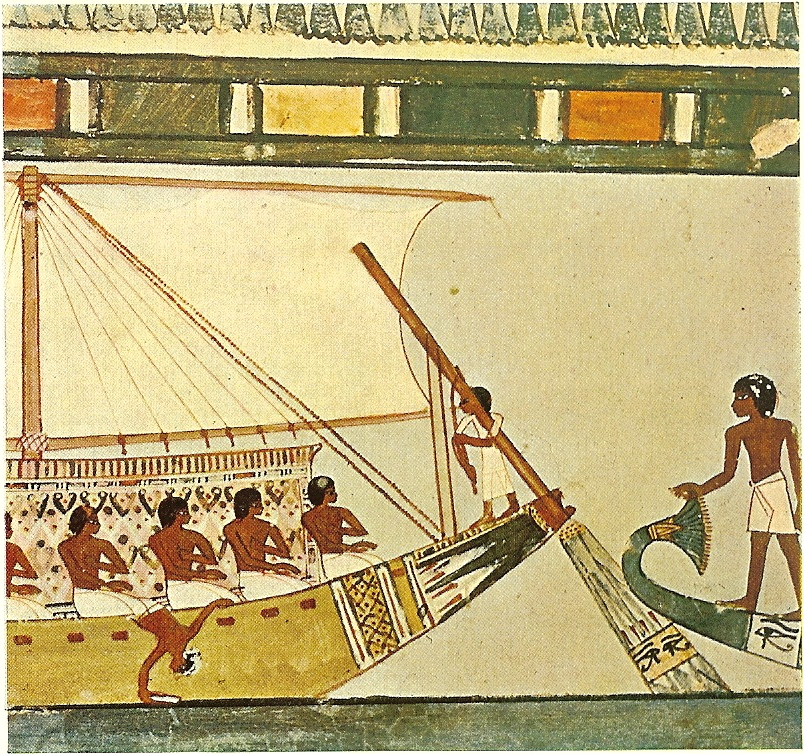
Корабель з кермовим веслом на давньоєгипетській фресці

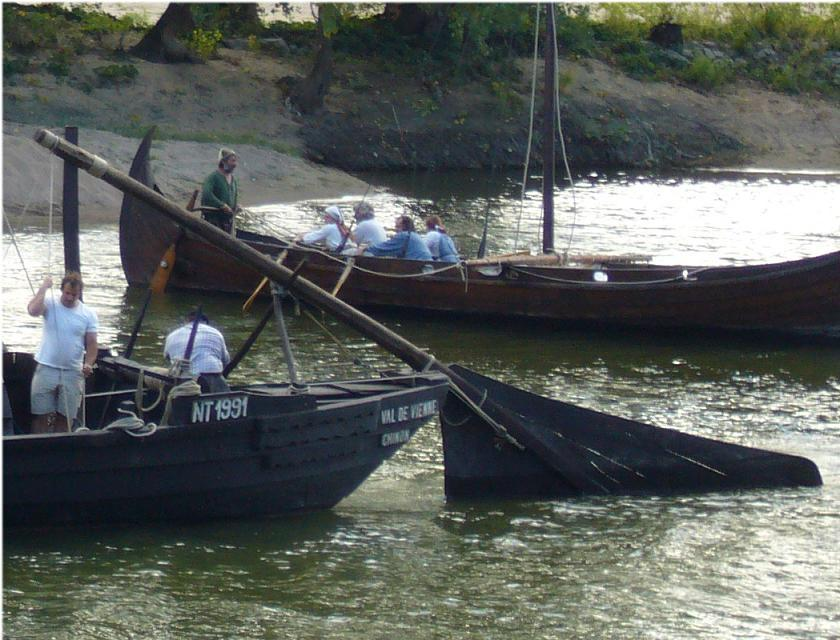
Піотр баржі Val de Vienne («Долина В'єнни»), Орлеан

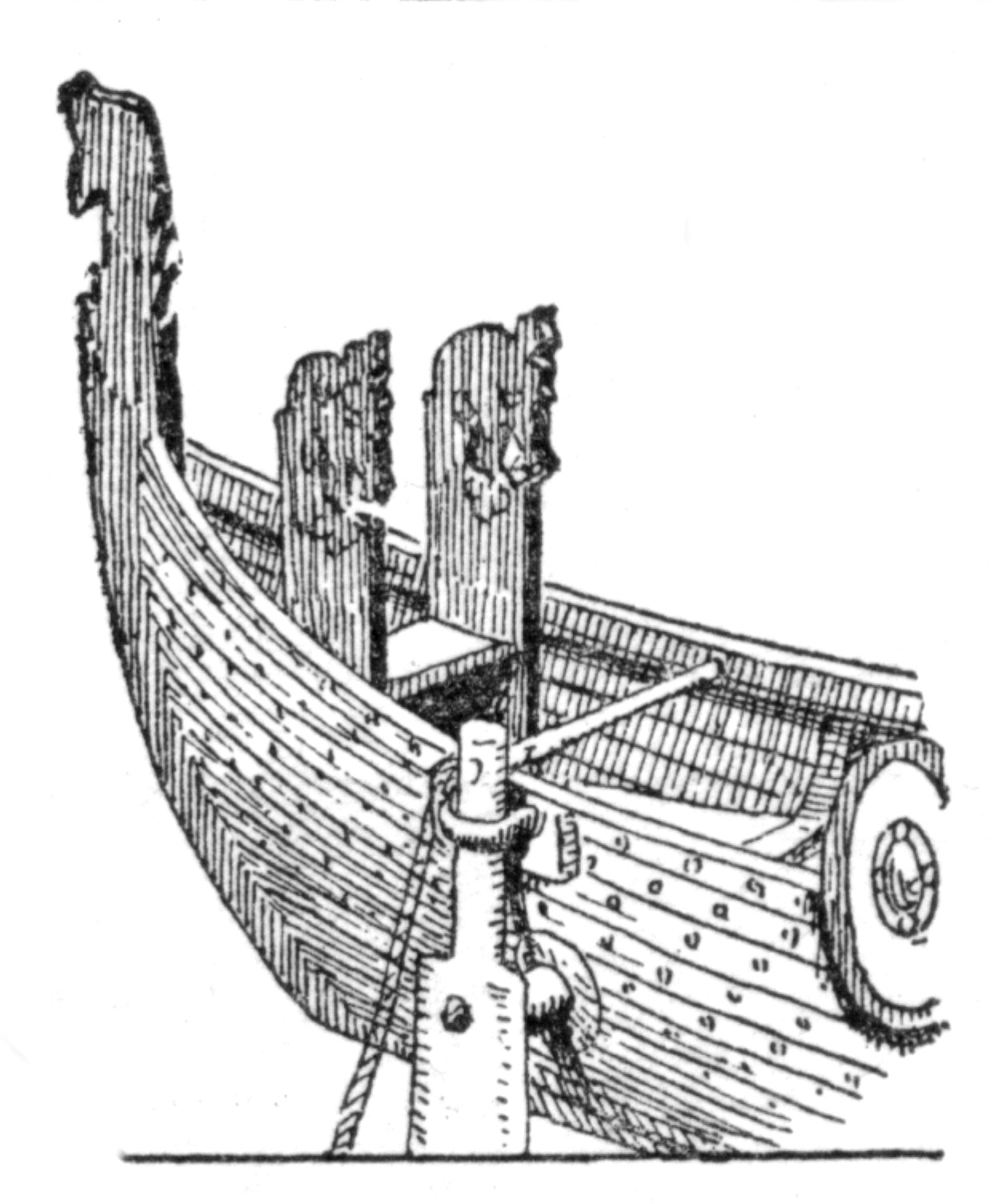
Бортове стерно корабля вікінгів

### Стародавній світ
Попередником стерна було кермове весло, яке з'явилося, судячи з настінних розписів, ще в Стародавньому Єгипті, задовго до часів Менеса (3100 до н. е.). У часи Стародавнього царства (2686—2134 рр. до н. е.) на пасажирських човнах використовувалося від 1 до 5 кермових весел з кожного борту і 1 або 2 на вантажних. Румпель, спершу у вигляді маленького стрижня, пропущеного через руків'я, може бути простежений з часів V династії (2504—2347 рр до н. е.). І впровадження румпеля, і узвичаєння спрямованого догори руків'я привели до зменшення кермових весел до двох: по одному з кожного борту. Окрім весел, закріплених по бортах, були й одинарні весла, укріплені на кормі — знайдені моделі таких човнів у гробницях, а також на рельєфах часів Середнього царства. Перша письмова згадка з'являється в працях Геродота (484—424 рр. до н. е.), який провів кілька місяців у Єгипті: «Вони роблять одне кермо, і воно проходить через кіль» (очевидно, він мав на увазі виріз у кормовій частині кіля; див. фреску).
Деяку схожість з давньоєгипетськими кермовими веслами має стерно «піо́тр» (фр. piautre), вживане на баржах, які курсують по річці Луарі. Воно кріпиться прямо на кормі, і його вісь (billette) розташовується похило. На одному кінці осі жорстко закріпляється широка лопать-перо — «ампано́н» (empannon), з другого донизу спускається вертикальний важіль — руків'я (cheville, manchette), вісь опирається на стілець у вигляді хрестовини — «мені́клі» (ménicles).
Пізніше на досить великих суднах кермові весла стали кріпити ближче до корми з правого борту: для стернових-правшів це було оптимальним розташуванням. Ця особливість залишила слід і в сучасній морській термінології: слово «штирборт» походить від нід. stuurboord, що буквально означає «стерновий борт».
У часи Античності використовувались бортові стерна (ними, зокрема, обладнувались триреми). Вони являли особою весла з широкими плоскими лопатями, закріплені за допомогою виносних брусів на кормі по обох бортах корабля. На відміну від звичайного кермового весла, поворот здійснювався поворотом їхнього веретена (аналог пізнішого балера) навколо поздовжньої осі (отже, за рахунок центрального положення осі лопаті таке стерно аналогічне сучасному надбалансирному). На верхньому кінці веретена весел під прямим чи непрямим кутом кріпився поперечний важіль-румпель. Існували два типи розташування румпеля: перпендикулярно і паралельно площині лопаті. У першому випадку обидва румпелі сходилися разом і ними міг управляти один стерновий (за винятком особливо різких поворотів). При паралельному до лопатей розташуванні румпелів були потрібні додаткові важелі чи троси, за допомогою яких стерно повертали «усередину» чи «назовні». Довжина веретен стерна-весла визначалась міркуваннями ефективності, пристосовуваності і простоти. Античні бокові стерна залишалися майже без змін протягом раннього Середньовіччя.
Існують свідчення, що в Стародавньому Римі бокові стерна були звичайним елементом суднового обладнання. Рельєф із надгробку часів імператора Адріана показує портовий буксир в Остії з довгим кермовим веслом. Буксир також має носове вітрило-блінд, яке підвищує маневреність портового судна. Існують багато прикладів використання кермових весел давніми римлянами: на буксирних баржах, транспортах для перевезення барил з вином та інших типах суден. Добре відома річкова баржа з Зваммердама, знайдена в гирлі Рейну, споряджена закріпленим на кормі стерновим пристроєм. Згідно з новітніми дослідженнями, кораблі озера Немі — палацові баржі імператора Калігули (37—41 рр. н. е.) могли мати кермові весла до 14 м довжиною.

### Середньовічна Європа

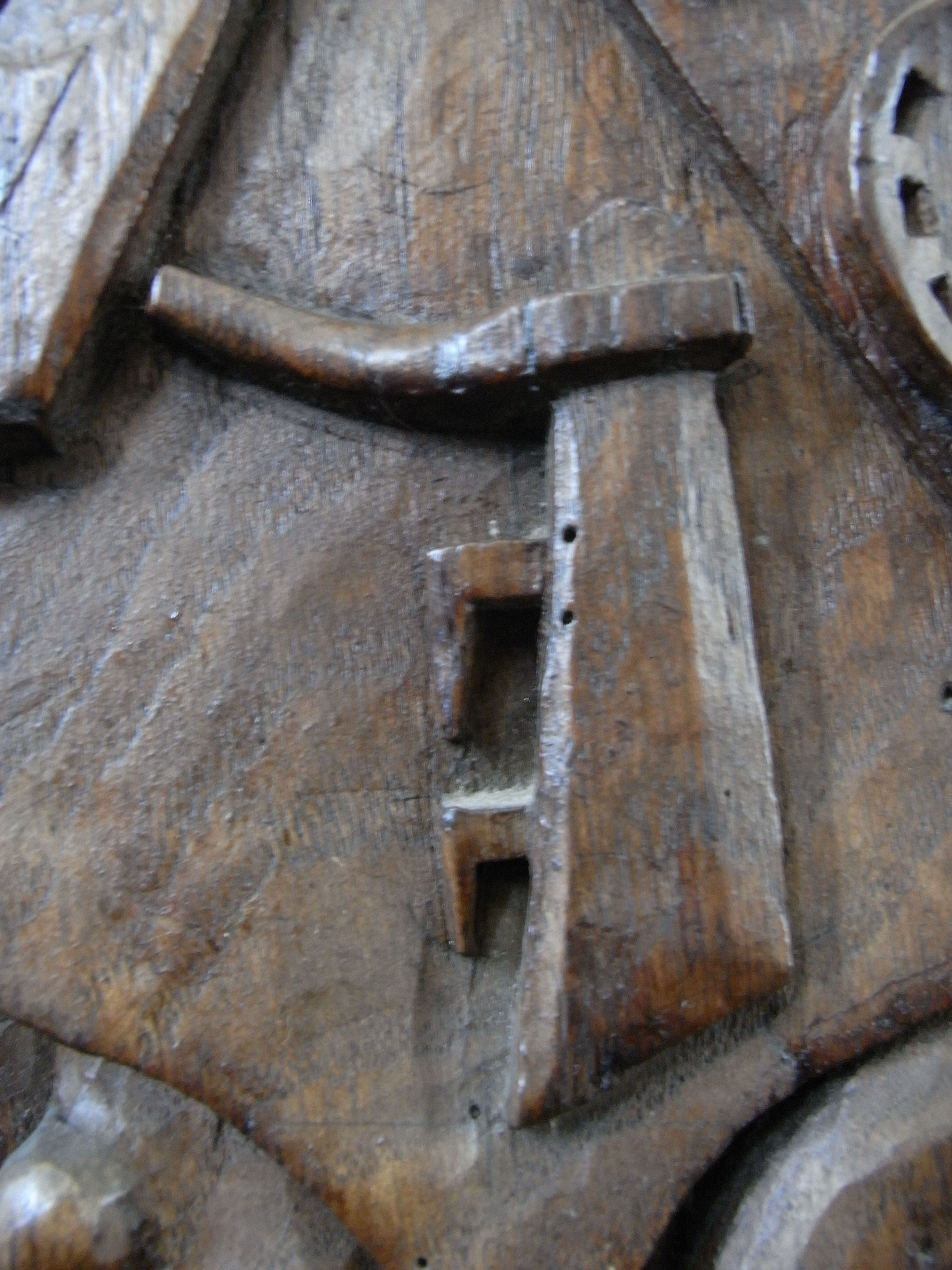
Кормове стерно на зображенні XV ст. з околиць Плімуту вДевонширі.

Бічні кормові стерна використовувалися в Європі з доби Античності і до пізнього Середньовіччя. По мірі того як розміри кораблів збільшувалися, росла і висота борту, що робило такі пристрої незручними.

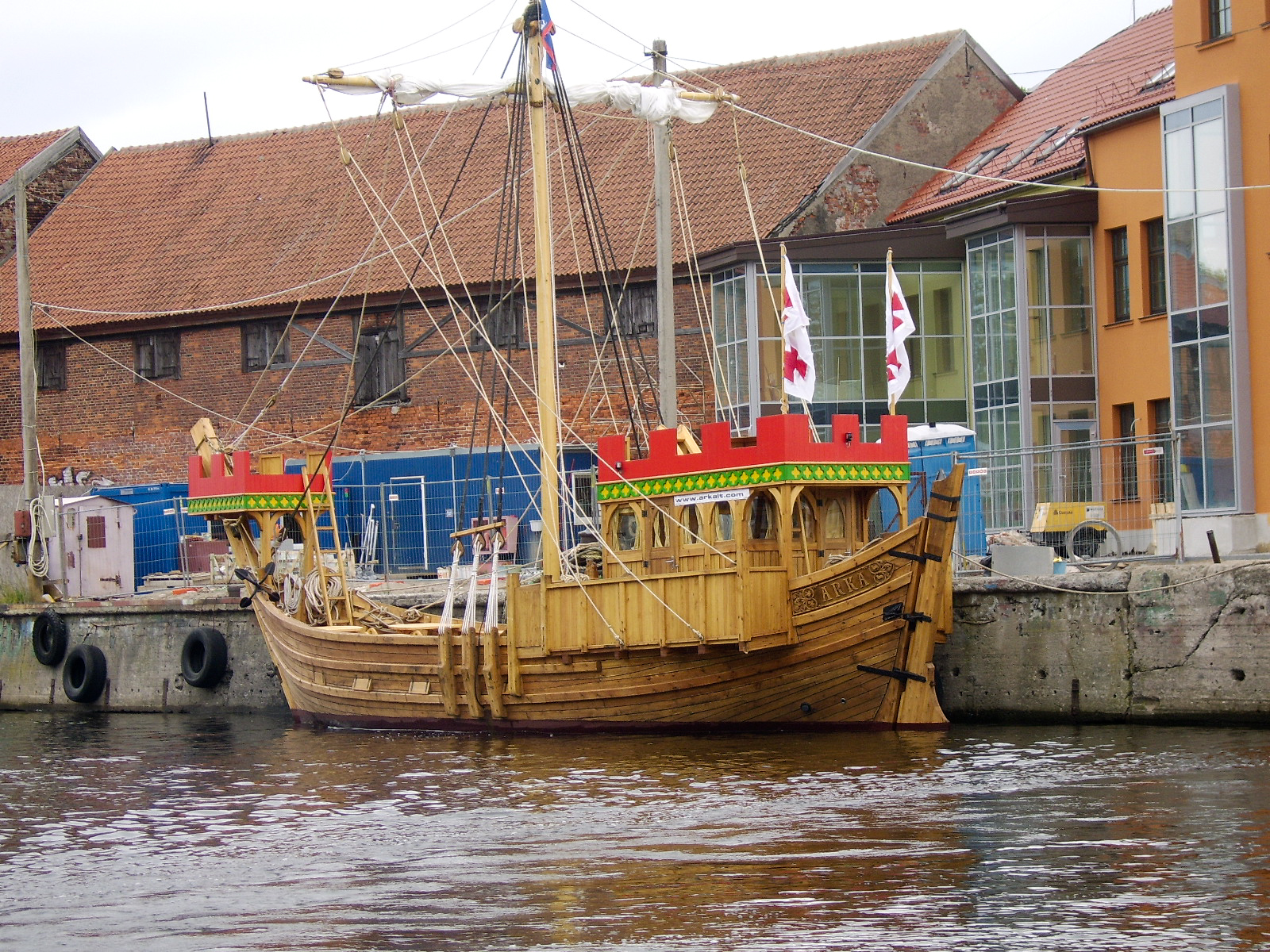
Ганзейський ког зі стерном на залізних вертлюгах. Сучасна реконструкція.

З історичного погляду, докорінна концепція середньовічного вертлюгового стерна на ахтерштевні не виникла раптом і нізвідки. Це було радше поєднання ідей минулого, дедалі ближчих до логічного завершення — стерна на прямому ахтерштевні із залізними вертлюгами, що встановлювалося на ганзейських когах.
Якщо раніші зразки встановлювалися на кормі за допомогою вертикальних валів чи блоків, використовування залізних завіс вперше уможливлювало кріпити стерно до ахтерштевня на більш-менш постійний час. Найстаріші відомі зображення кораблів із таким стерном знайдені на церковних рельєфах у Зедельгемі і Вінчестері, що датуються приблизно 1180 роком. Повністю ці стерна розкрили свої можливості тільки в XIV ст. — після впровадження вертикального ахтерштевня і повного вітрильного оснащення.
Виникнення в Європі ідеї стернового пера, закріпленого на задньому штевні судна, відносять до XIII—XIV століть. Проте, у Китаї такі стерна були відомі, очевидно, на 1000 років раніше: знайдена глиняна модель джонки зі стерном позаду корми, датована I століттям нашої ери (династія Хань). Спосіб підвішування китайських стерен до кормового бруса відрізнявся від європейського: замість гаків і петель застосовувались затискачі чи гнізда, для підіймання з води великих стерен використовувались блоки. Перші надійні свідчення використовування стерна замість кермового весла датуються V століттям
Багато істориків сходяться на думці, що технологія з укріпленим за кормою стерном проникла до ісламського світу і до Європи з Китаю. Проте, Лоуренс Мотт у своїй головній роботі The Development of the Rudder стверджує, що способи кріплення китайських і європейських стерен розрізняються, викликаючи в нього сумнів щодо запозичення арабами і європейцями китайської системи.
Поява стерна з пером змінила й форму корабля. Якщо в суден ранішого періоду конструкція носового і кормового штевнів, а разом із тим форма носа і корми була однаковою, то судна з новим стерном вимагали іншого кута нахилу заднього штевня до кіля — так з вигнутого розвинувся прямий ахтерштевень, до якого вертикально підвішували перо за допомогою стернових гаків і вертлюгів. На печатці порту Дувр 1284 року зображений корабель, на якому вже помітні відмінні між собою форштевень і ахтерштевень.

### Середньовічний Близький Схід

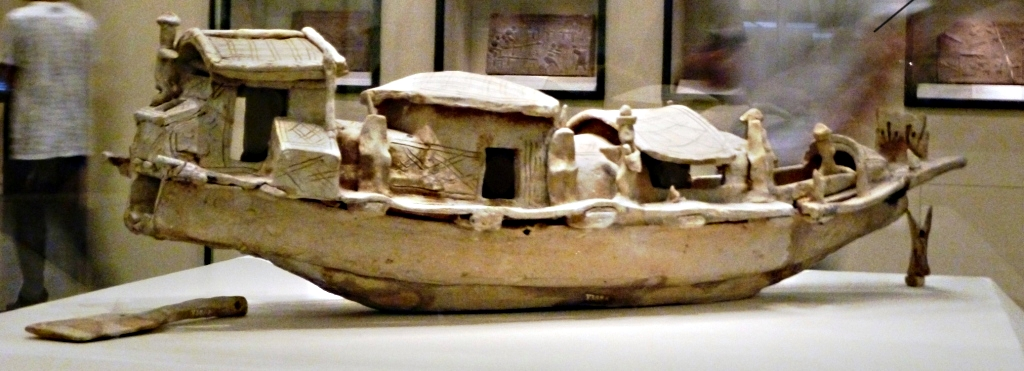
Глиняна модель джонки з кормовим стерном. I—III ст. н. е.

Кораблі арабів теж використовували стерна на ахтерштевні. На них «стерно управлялось двома мотузками, прикріпленими до краспиці, встановленої на головці стерна і перпендикулярної площині пера». Найраніше свідчення міститься в праці «Агсан аль-Такасім фі Маріфат аль-Акалім» («Найкращі ділення для пізнання країн»), написаній Аль-Мукаддасі в 985 році.
|  | Капітан з воронячого гнізда пильно спостерігає за морем. Коли він помічає риф, кричить: «Право руля!» чи «Ліво руля!» Двоє молодиків, що стоять там само, повторюють крик. Стерновий з двома мотузками в руках, почувши крики, тягне одну чи другу направо чи наліво. Якщо не додержуватися обережності, корабель розіб'ється о скелі і потоне |

### Новий і Новітній час

Схема найпростішого стерна: 1 — румпель, 2 — подовжувач румпеля, 3 — оправа пера, 4 і 6 — сорлінь, 5 — перо

Перекладання пера стерна спочатку здійснювалось безпосередньо повертанням румпеля, таким стерновий пристрій залишається досі на невеликих суднах. Зі зростанням розмірів кораблів, появою кількох рівнів палуб стали з'являтися механізми для полегшення роботи стернового. У XVI—XVII століттях для повертання румпеля з палуби застосовувався вертикальний важіль — колдершток. У XVIII (за іншими даними — вже в XVI ст.) починають використовуватися штурвали. До XIX ст. їхня будова засновувалася на принципі коловорота: довгі спиці кермового колеса забезпечували виграш у силі, обертаючи барабан з намотаним на нього тросом, кінці якого з'єднувались з румпелем під палубою. Потім барабан замінила черв'ячна передача, а на дуже великих суднах для повертання румпеля з'явилися стернові машини. Першим судном, обладнаним стерновою машиною зі зворотним зв'язком, став SS Great Eastern. Розроблена інженером Джоном Макфарланом Ґреєм, вона являла собою паровий механічний підсилювач, що повертав перо відповідно до поворотів штурвала: обертання веретена кермового колеса через зубчасту передачу передавалося на вали з черв'яками (водночас вали переміщали вказівник аксіометра), з'єднані з важелем золотника, що подавав пару в одну чи другу частину циліндра. На сучасних суднах для повертання балера стерна використовують електричні чи гідравлічні стернові машини.
Для автоматичного додержання курсу застосовуються системи регулювання («автостерновий»).

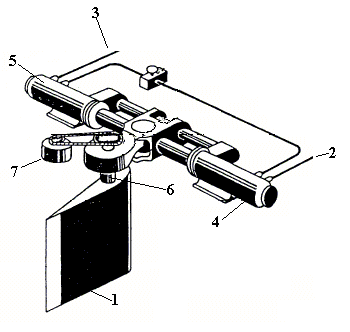
Стернова машина з гідравлічним приводом на румпель: 1 — перо, 2,3 — трубки, 4,5 — циліндри, 6 — балер.
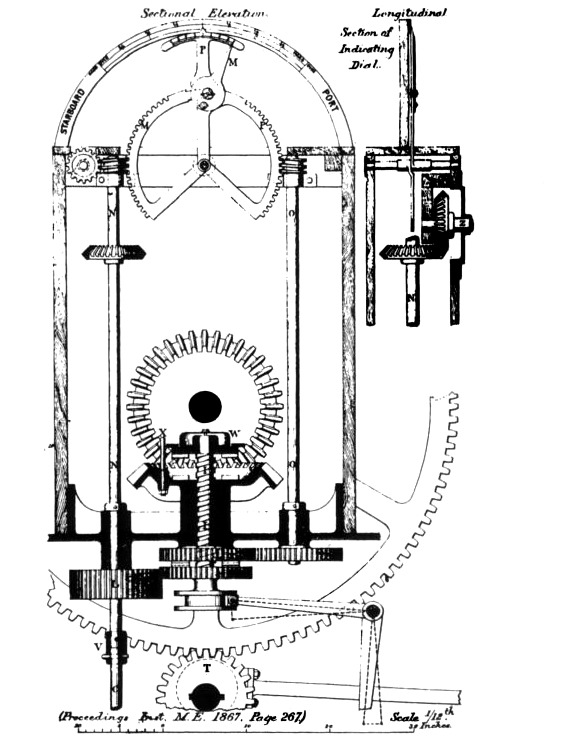
Кресленик стернової машини Дж. Грея, 1867
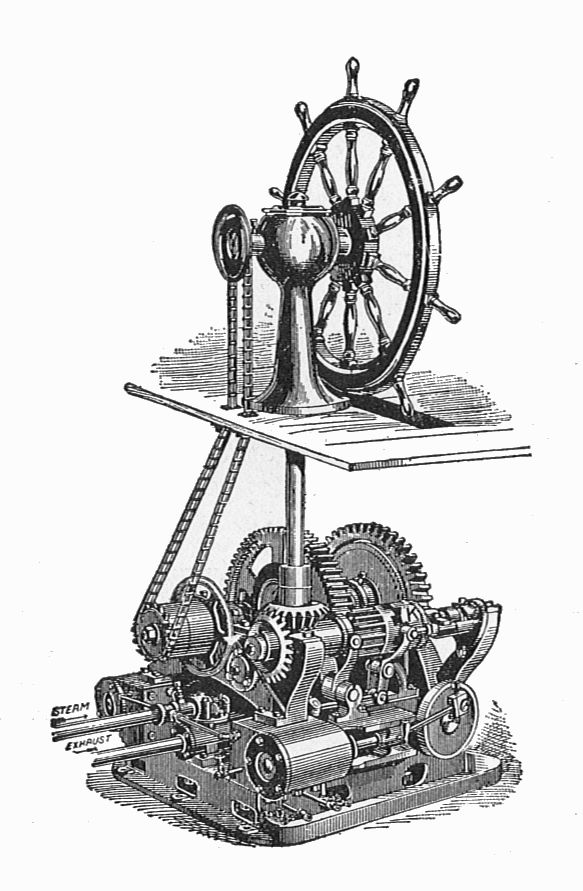
Стернова машина з ланцюгово-зубчастою передачею. Початок XX ст.
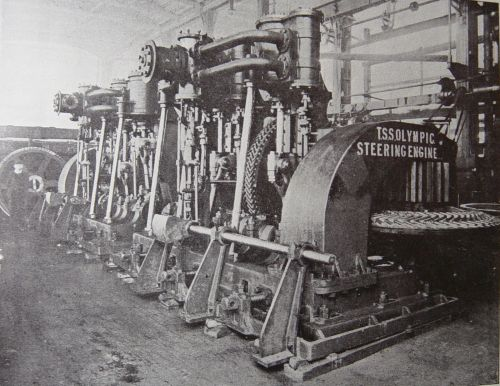
Стернова машина лайнера «Олімпік»

## Конструкція і принцип дії

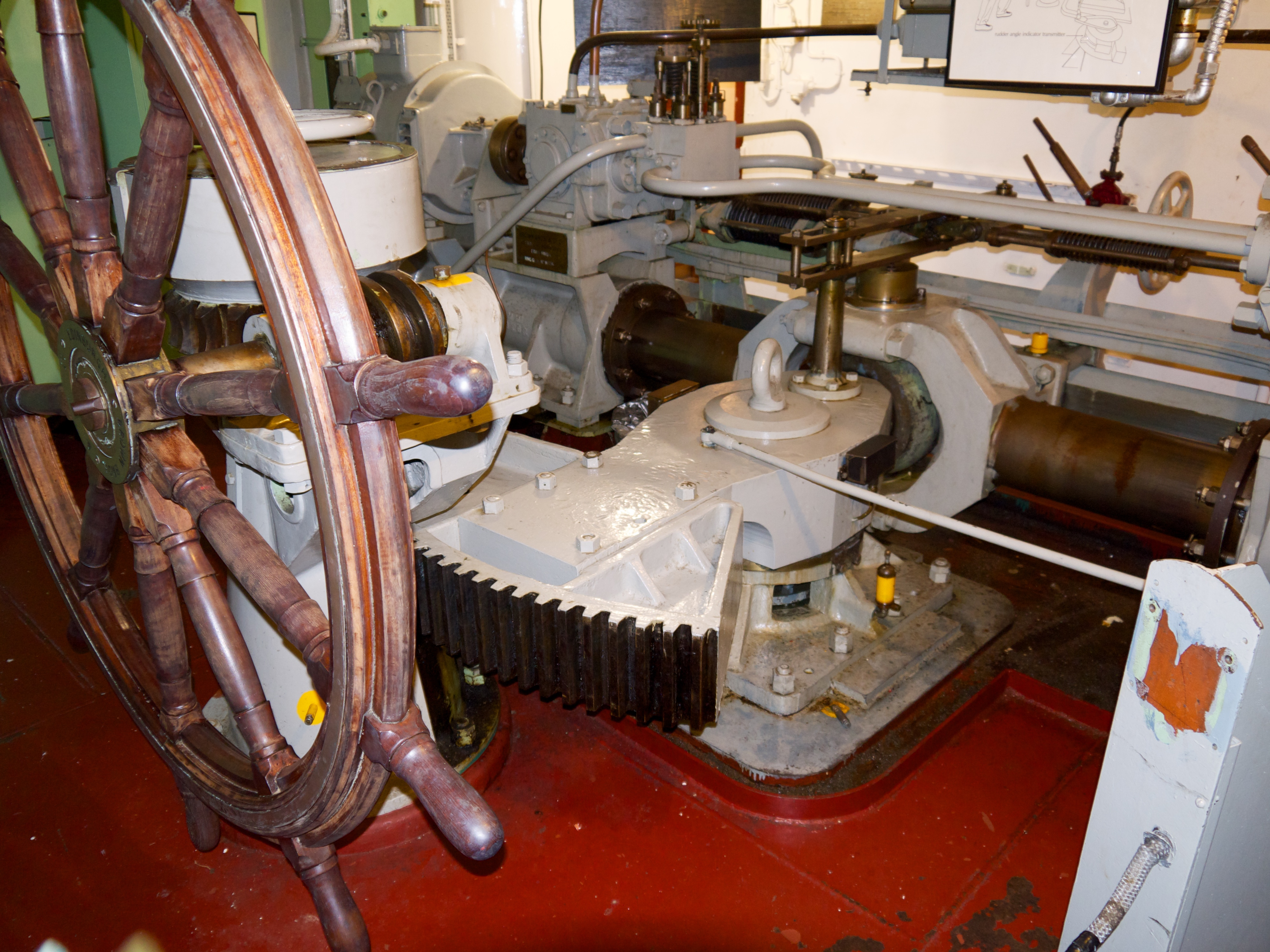
Стернова машина з аварійним секторним румпелем і штурвалом

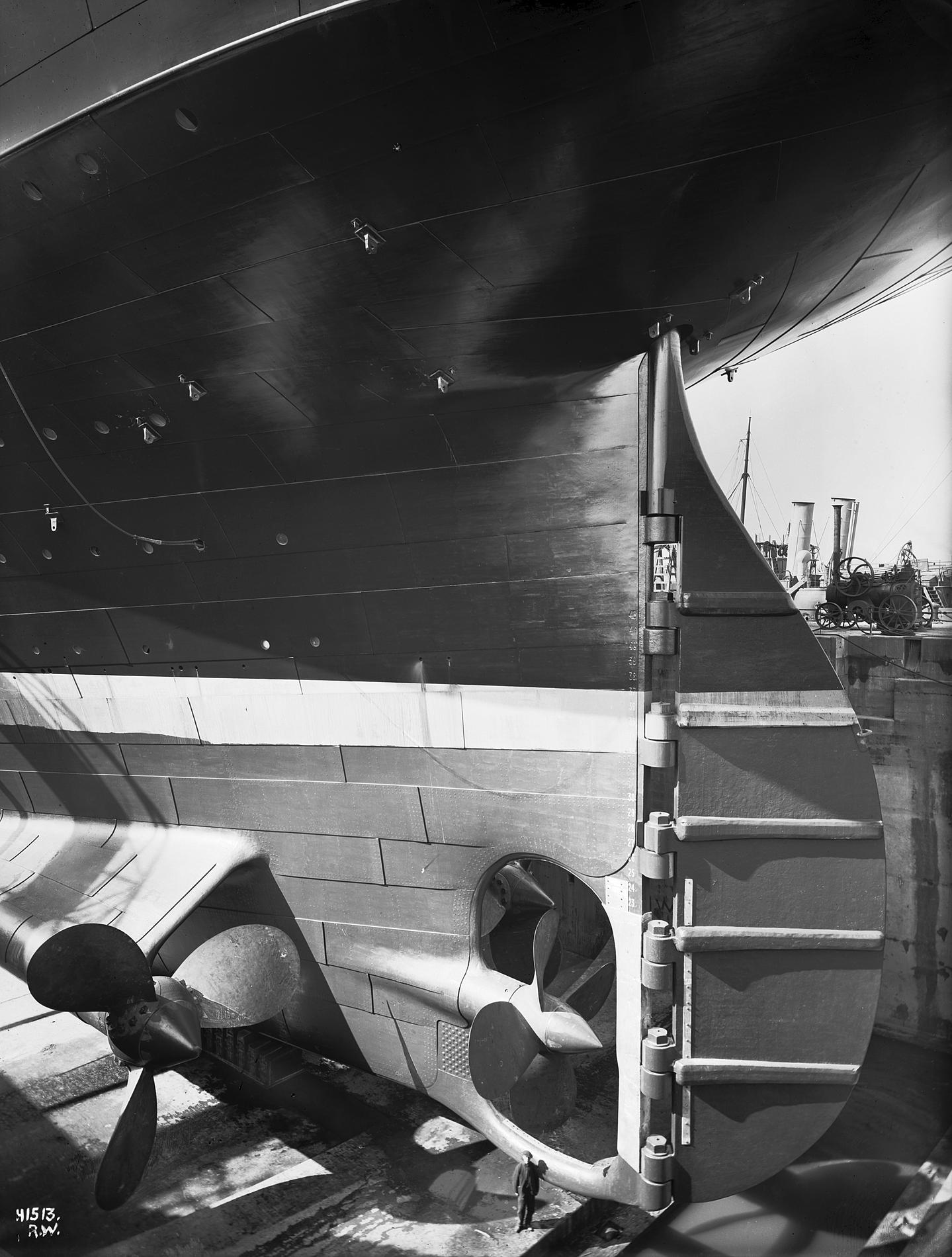
Стерно «Олімпіка» (за іншими даними — «Титаніка»), підвішене на рудерпості

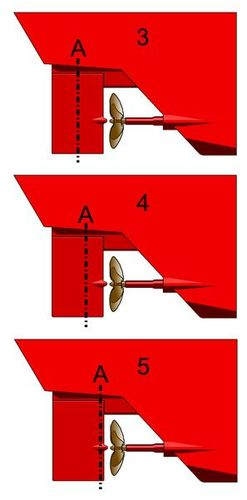
Зверху вниз: надбалансирне, балансирне, звичайне стерно.

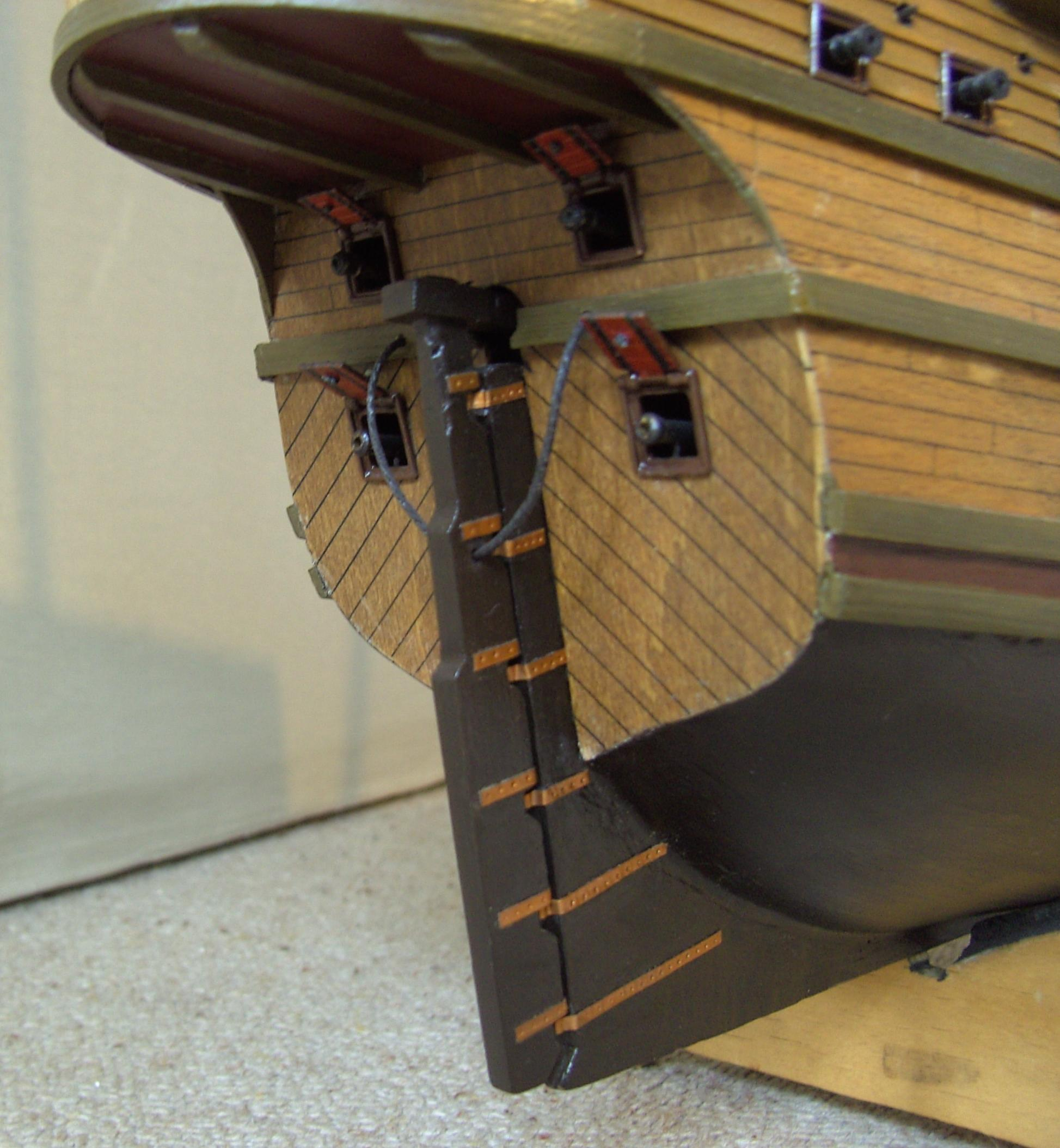
Стерно на моделі ганзейського флагмана Адлер фон Любек (1567—1581). У гельмпорт під підзором корми проходить румпель стерна.

Принцип дії стерна — відхилення набіжного потоку води і передача протилежно спрямованого обертального моменту кормі судна. При перекладанні стерна його перо піддається тиску потоку води, що обтікає судно. Цей тиск, докладений перпендикулярно до площини пера, дає судну початковий поворот. Для визначення тиску води на стерно користуються найуживанішою формулою Жосселя:
{\displaystyle {\text{P}}={\text{Sv²}}\times {\frac {\text{k sin α}}{\text{0,2 + 0,3 sin α}}}}
де S — площа пера в м², v — швидкість судна в м/сек., k — коефіцієнт, рівний 20 для швидкостей до 21 вузла і 25 — для більш високих швидкостей, α — кут перекладання стерна.

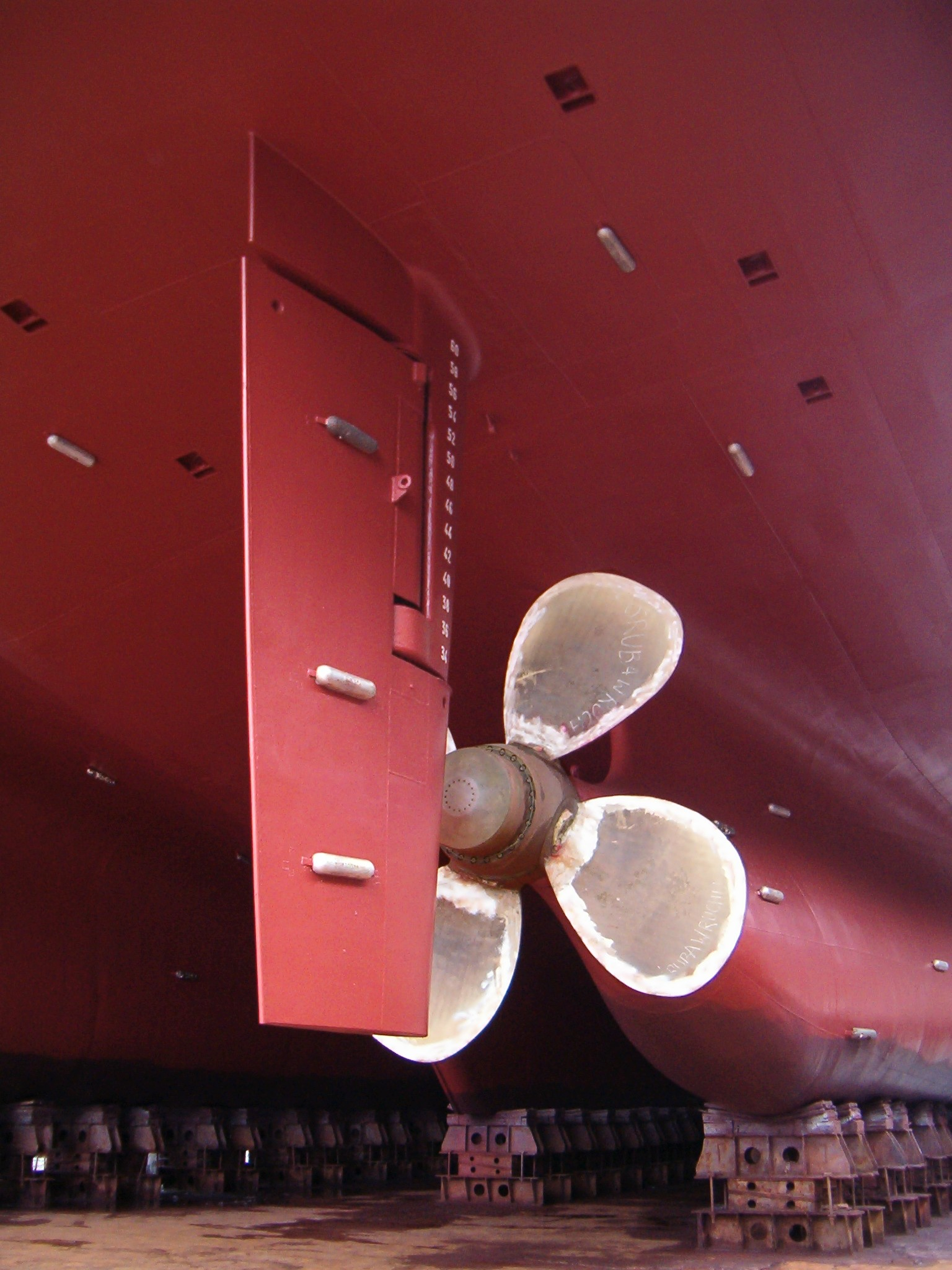
Стерно сучасного судна

Стерно складається зі стернового пера — вертикальної пластини, яка обертається на осі у кормовій підводній частині судна, балера та елементів, за допомогою яких його повертають (стернової машини з приводом і стерновою передачею до штурвала, контролера чи кнопкового пульта, або румпеля зі штурвалом і системою передач, або одного румпеля). На суднах зі стерновою машиною на випадок виходу її з ладу балер споряджають аварійним ручним приводом зі штурвалом, розташованим у румпельному відділенні або поблизу нього.
Перо стерна (чи насадка) — плоска чи обтічна конструкція, прикріплена рухомо до підводної частини судна. На дерев'яних суднах являє собою пластину з однієї чи кількох дощок, окутих металевими штабами, на суцільнометалевих пера виконують з металевих листів. Основу дерев'яного пера становить довгий вертикальний брус — рудерпіс (від англ. rudder piece — «стернова штука»), паралельно якому кріпляться коротші бруси, і скріплюються між собою і рудерпісом поперечними металевими штабами, на передніх кінцях яких зроблені штирі для з'єднання пера з ахтерштевнем. Рудерпіс металевого цільнозвареного пера являє собою металеву вертикальну балку. Металеве перо може бути пластинчастим (плоским) і обтічним (профільованим). Пластинчасте являє собою просту пластину 20—30 мм завтовшки, з обох боків якої прикріплені горизонтальні ребра жорсткості, а на передній потовщеній крайці-рудерпісі розташовані петлі зі штирями для навішування. Перо обтічного стерна має каркас, що складається з рудерпіса з ребрами жорсткості та вертикальними діафрагмами; на нього приварюються дві опуклі оболонки з металевих листів.
Переваги обтічного пера:
1. Сила тиску на нього перевищує (на 30 % і більше) тиск на пластинчасте, що покращує повороткість судна;
2. Відстань центру тиску від вхідної (передньої) крайки пера, а також необхідний для повороту стерна момент менші, ніж у пластинчастого пера, отже, таке стерно потребує меншу потужність стернової машини;
3. Обтічне перо поліпшує роботу гвинта і створює менший опір рухові судна[42].

За способом кріплення пера до корпусу розрізняють такі типи стерен: прості, напівпідвісні та підвісні. Перо простого стерна має на рудерпісі петлі, у яких знизу надійно закріпляються штирі. Вони вставляються зверху в петлі на ахтерштевні судна (на гвинтових суднах, де застосовуються ахтерштевні з двох гілок, перо навішується на задню гілку — рудерпост), для опори стерна ахтерштевень на нижньому кінці споряджений виступом-п'яткою, у заглибину якої входить нижній штир. Заглибина служить вальницею ковзання: у ній розташована бронзова чи бакаутова втулка зі загартованою сталевою сочкою на дні, яка приймає на себе всю вагу пера. Для запобігання зміщенню пера догори нижній кінець верхнього штиря має головку, за допомогою якої він фіксується у верхній петлі ахтерштевня. Напівпідвісні стерна мають опору на спеціальному кронштейні в одній проміжній точці по висоті пера. У підвісних стерен пера підвішуються до балера. На суднах з двома стернами пера навішуються позаду бортових гвинтів. Перо стерна могли виконувати і подвійним: з двох розташованих на певній відстані одна від однієї пластин (стерно Жосселя, у теперішній час не використовується), крім того, застосовувалися два пера, встановлених одне за одним у діаметральній площині (у бездейдвудних катерів Вайта).
За принципом розташування стерна на осі обертання розрізняють звичайне, балансирне і півбалансирне стерно. У звичайного площина пера розташована позаду осі обертання. У балансирного перо розташоване з обох боків обертання, при цьому передня балансирна частина (площею в межах 20—30 % від площі задньої) служить для компенсації поворотного зусилля і зниження навантаження. Півбалансирне стерно відрізняється від балансирного тим, що його балансирна частина має меншу висоту, ніж основна. Надбалансирне стерно (англ. over-balanced rudder) має однакові передню і задню частини (тобто площа балансирної частини становить 100 % від площі задньої).
У верхній частині пера до нього кріпиться жорстко вертикальний вал — ба́лер. Нижній кінець балера має криволінійну форму, і закінчується фланцем для болтового з'єднання з пером — лапою. У дерев'яного пера балер утворюється довгим рудерпісом. Кріпитися балер до пера може по-різному: у центрального стерна він встановлюється концентрично з віссю стернових штирів, у нецентрального — він кріпиться до пера на певній відстані від цієї осі. Завдяки криволінійній формі балера утворюється плече важеля, яке полегшує поворот стерна; окрім того, вигин уможливлює знімати перо з ахтерштевня без підняття балера — досить від'єднати фланець і відвести нижній кінець балера убік. Вище балер входить у підзор корми через отвір, називаний гельмпортом (від англ. helm port, helm-port — «стерновий вхід»). Якщо стерно центральне, гельмпорт зроблений точно по діаметру балера і споряджений сальником для запобігання потраплянню води всередину судна; при нецентральному стерні балер переміщається по дузі разом зі стерном, тому його гельмпорт роблять еліптичним і оббивають ззовні парусиновою покришкою — брюканцем (мамеринцем). Вище гельмпорта йде вертикальна труба (гельмпортова труба), усередині якої проходить балер. Верхній кінець балера називається головкою стерна, і на ній встановлюється горизонтальний важіль або зубчастий сектор — румпель. На нього передає зусилля привод стернової машини, яка за командами стернового з рубки або ходового містка повертає балер у той чи інший бік. Органи управління монтують зазвичай в одній колонці з автостерновим агрегатом, поруч розташовуються шляховий магнітний компас і репітер суднового гірокомпаса. Для контролю положення пера стерна відносно діаметральної площини судна на колонці управління і на лобовій переборці рубки встановлюють стернові вказівники — аксіометри.
На суднах без стернової машини румпель повертають за допомогою штурвала через валки чи штуртроси, а на невеликих суднах і шлюпках — вручну.
Надводну частину пера з корпусом може з'єднувати трос чи ланцюг — сорлінь. Це робиться для того, щоб не загубити перо, якщо воно випадково зіскочить зі стернових штирів. Крім сорліня, до верхньої частини пера з обох боків можуть кріпитися руль-шкентелі — два троси чи ланцюги, якими за допомогою руль-талів повертають стерно в разі поломки румпеля або балера.
Двогвинтові судна можуть мати одне чи два стерна. У першому випадку перо розташовується в діаметральній площині (на рудерпості ахтерштевня), у другому — позаду гвинтів. Тригвинтові судна також можуть мати одне (за центральним гвинтом) чи два стерна (за бортовими гвинтами). Розташування пер в одній площині з гвинтами підвищує їхню ефективність за рахунок водяного потоку.
У міноносців для підвищення маневреності могли встановлювати додаткове стерно на носі.
Для підвищення керованості судном при русі заднім ходом іноді використовують додаткові стерна — фланкувальні. Їхні пера розташовуються перед гвинтами.
Активні стерна мають перо, споряджене невеликим гребним гвинтом. У рух він приводиться або через зубчасту передачу від вертикального вала, розташованого в порожнистому балері, або від власного електродвигуна.

### Стерно підводних човнів

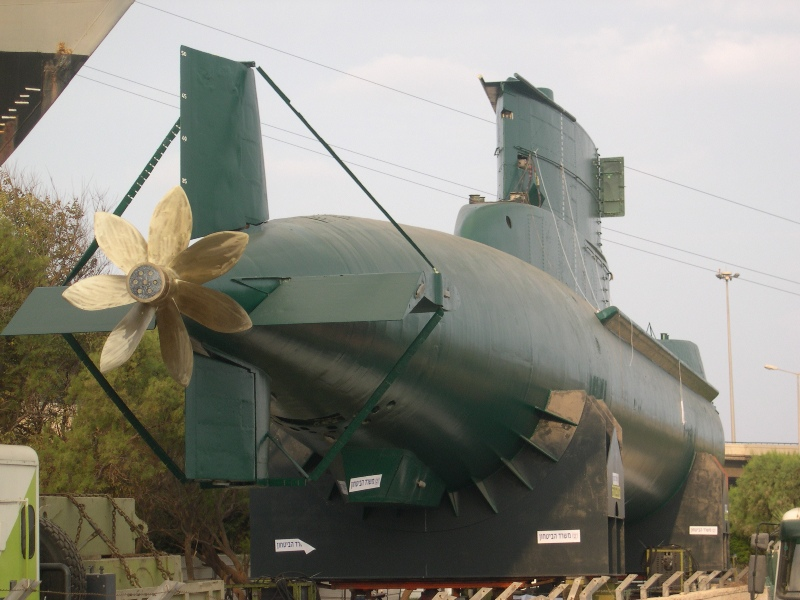
Вертикальні і кормові горизонтальні стерна підводного човна «Галь». Музей нелегальної імміграції і ВМФ, Хайфа, Ізраїль

Стерновий пристрій підводного човна має забезпечувати більш різноманітні маневрені якості, зокрема, керованість не тільки в горизонтальній, але й у вертикальній площині. Управління підводним човном у горизонтальній площині схоже з управлінням надводним судном і забезпечує плавання за заданим курсом. Здійснюється воно вертикальними стернами, площа яких дещо перевищує площу стерен надводних суден і визначається в межах 2—3 % від площі зануреної частини діаметральної площини човна.
Управління підводним човном у вертикальній площині на заданій глибині здійснюється горизонтальними стернами (стернами глибини). За допомогою їх створюється диферент, завдяки якому човен швидко змінює глибину. Стерновий пристрій горизонтальних стерен складається з двох пар стерен з їхніми приводами та передачами. Основні складові елементи горизонтальних стерен однотипні з елементами вертикальних. Стерна є парними: на одному горизонтальному балері розташовуються по бортах два однакові пера стерна. Залежно від місця розташування розрізняють носові і кормові горизонтальні стерна, причому площа кормових більша за площу носових у 1,2—1,6 рази, завдяки чому ефективність кормових у 2—3 рази вища. Для збільшення моменту, створюваного кормовими горизонтальними стернами, їх зазвичай розташовують за гвинтами. На повній і середній швидкості ходу управління човном здійснюється, як правило, за допомогою одних кормових стерен.
Щодо носових горизонтальних стерен, то на сучасних човнах вони є допоміжними, їх роблять заваленими і встановлюють у носовій надбудові вище ватерлінії: щоб не створювати додаткового опору і не заважати управлінню човном за допомогою кормових горизонтальних стерен на великих швидкостях підводного ходу. На малій швидкості управління човном кормовими стернами стає неможливим. Швидкість, при якій човен втрачає керованість, називають інверсивною швидкістю. На ній човен має управлятися одночасно кормовими і носовими горизонтальними стернами. На деяких човнах носові стерна встановлюють на міцній рубці, і вони називаються рубковими стернами.
На початку XX ст. використовувались також і середні горизонтальні стерна (також звані гідропланами). Вийшли з ужитку після того, як стали очевидними переваги використовування комбінації кормових і носових стерен.
Горизонтальними стернами споряджаються, окрім підводних човнів, і торпеди.

### Інші стернові пристрої
- Поворотна гвинтова насадка — кільце, трубчастий кожух навколо гребного гвинта, прикріплене у верхній частині до балера. Використовує потужність утворюваного гвинтом водяного потоку, спрямовуючи його в потрібному напрямку.
- Водометні рушійно-стернові пристрої
- Підрулювальні пристрої
- Азимутальні рушії
- Крильчасті рушійно-стернові пристрої

## Кермо напрямку літака
Кермо напрямку на літаку використовується для керування каналом рискання. Пілоти використовують цей канал під час виконання злетів і посадок із бічним вітром, під час балансування літака в польоті з несиметричною відмовою двигуна і під час виконання акробатичних фігур пілотажу (наприклад штопора).
Існує думка, що кермо напрямку призначене для виконання розворотів літака. Це не відповідає дійсності. Розвороти виконуються шляхом створення крену, при цьому траєкторія літака викривляється під дією бічної складової підіймальної сили.

## Символізм
Стерно є символом влади, уряду держави. З цим пов'язані і сталі мовні звороти «стерно влади», «стерно уряду», «стояти біля керма (кормила) влади» (керувати). Про того, хто не контролює своїх дій, учинків, не керує ними, казали: «У нього ні керма, ні вітрил».

## Галерея

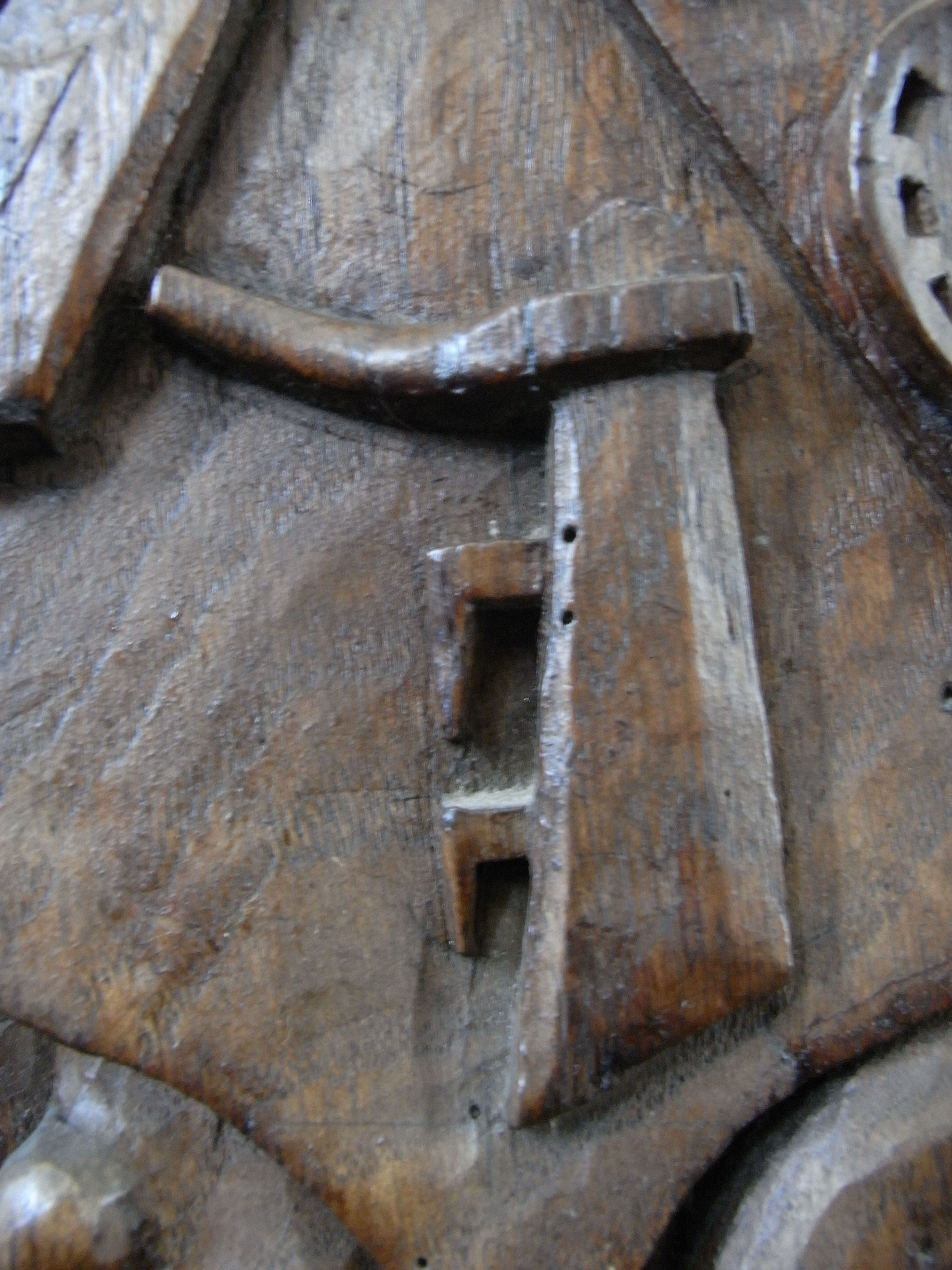
Стерно з румпелем. Різьба по дубу, церква села Бір Феррерс, Девон, XV ст.
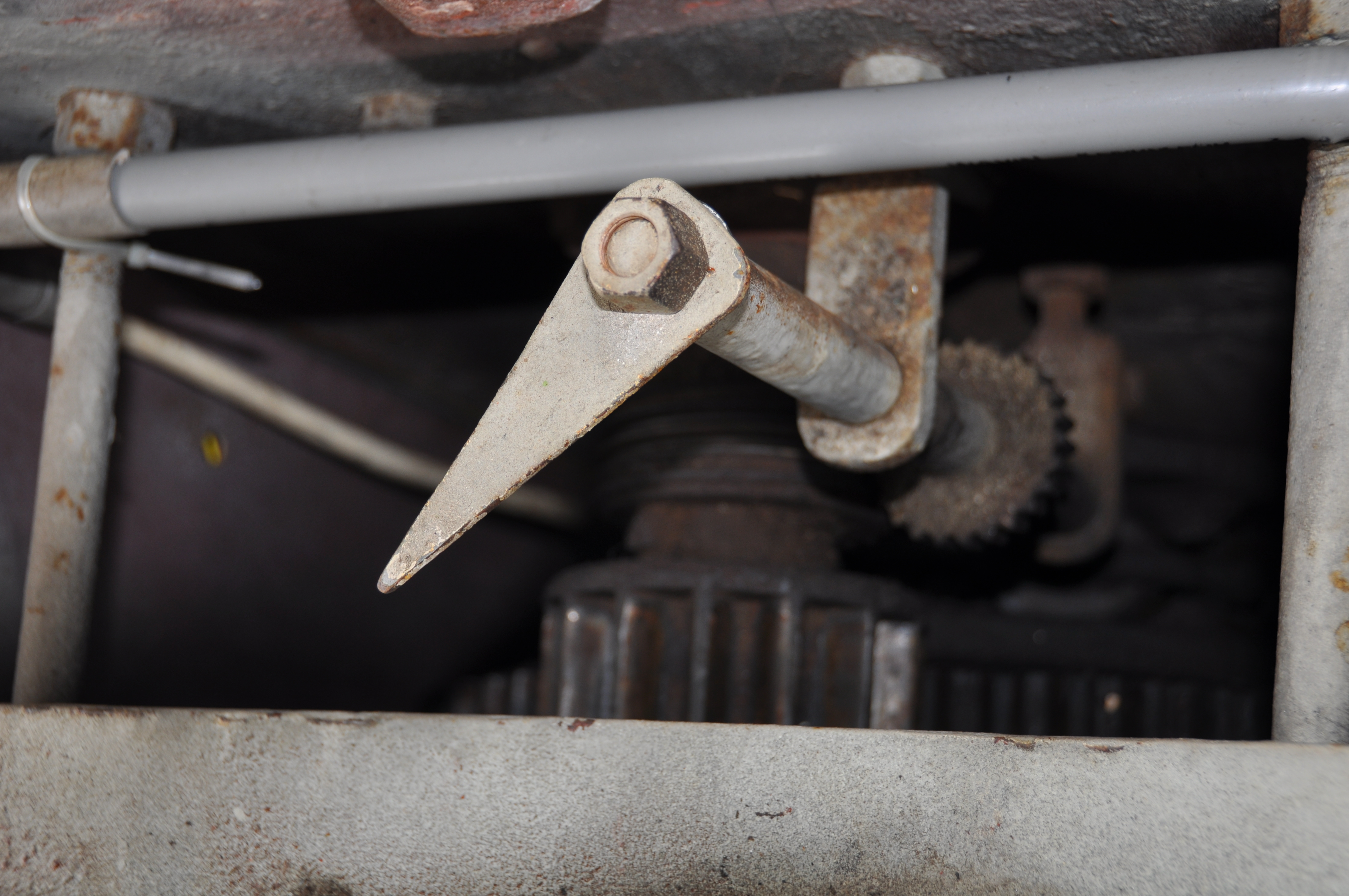
Механічний аксіометр
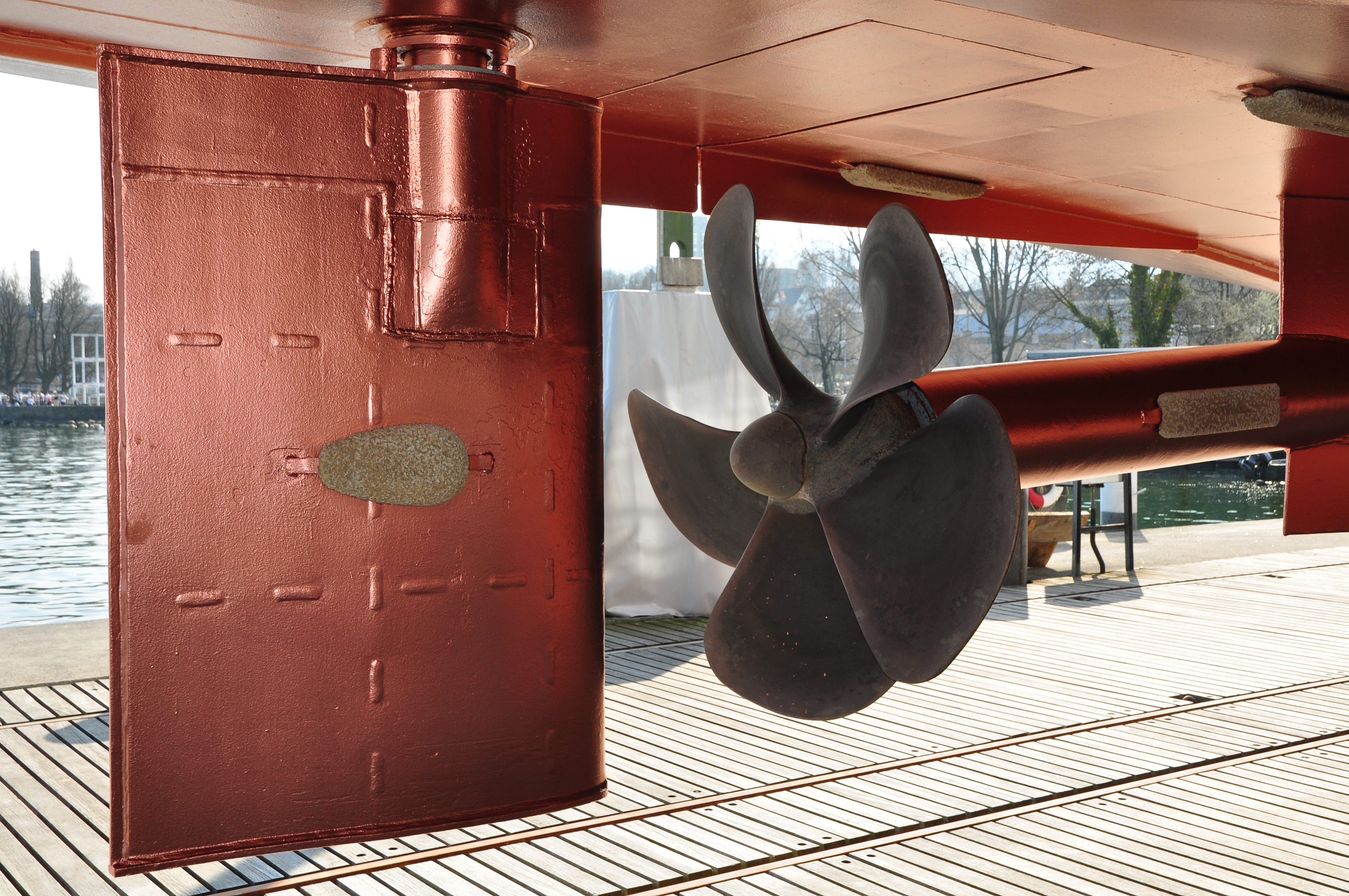
Стерно з підвісним пером
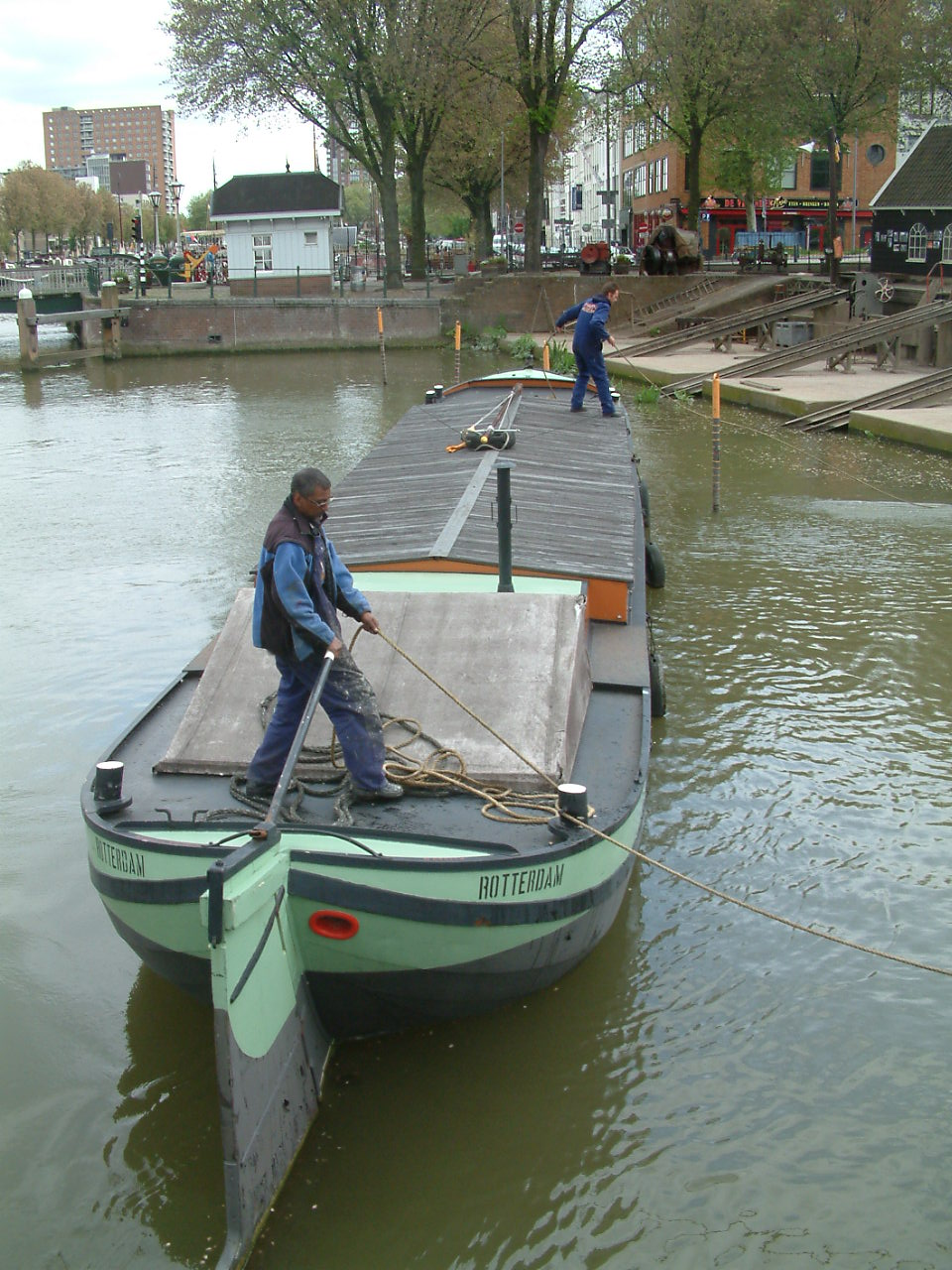
Стерно з ручним румпелем
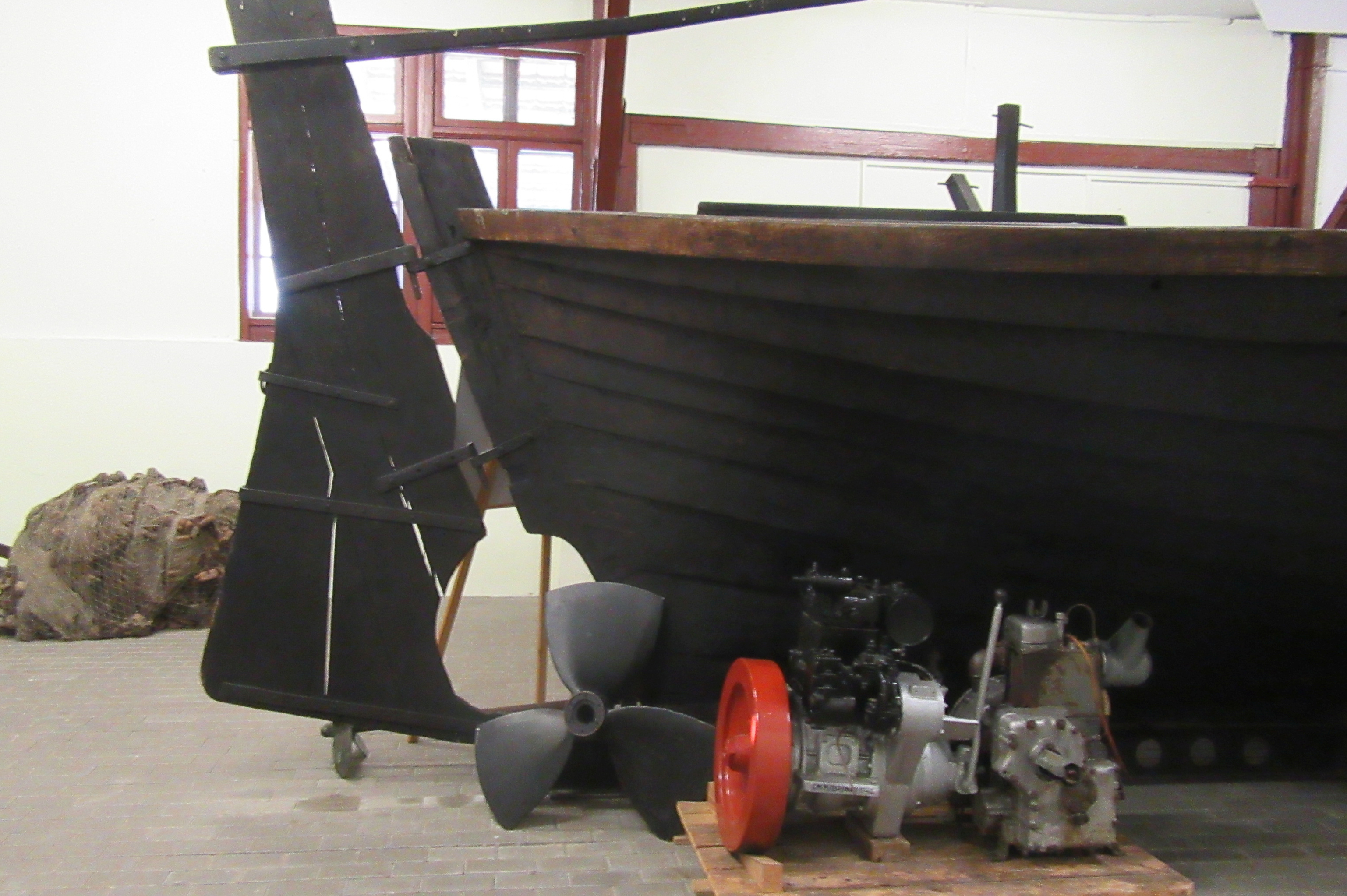
Стерно баркаса на похилому ахтерштевні
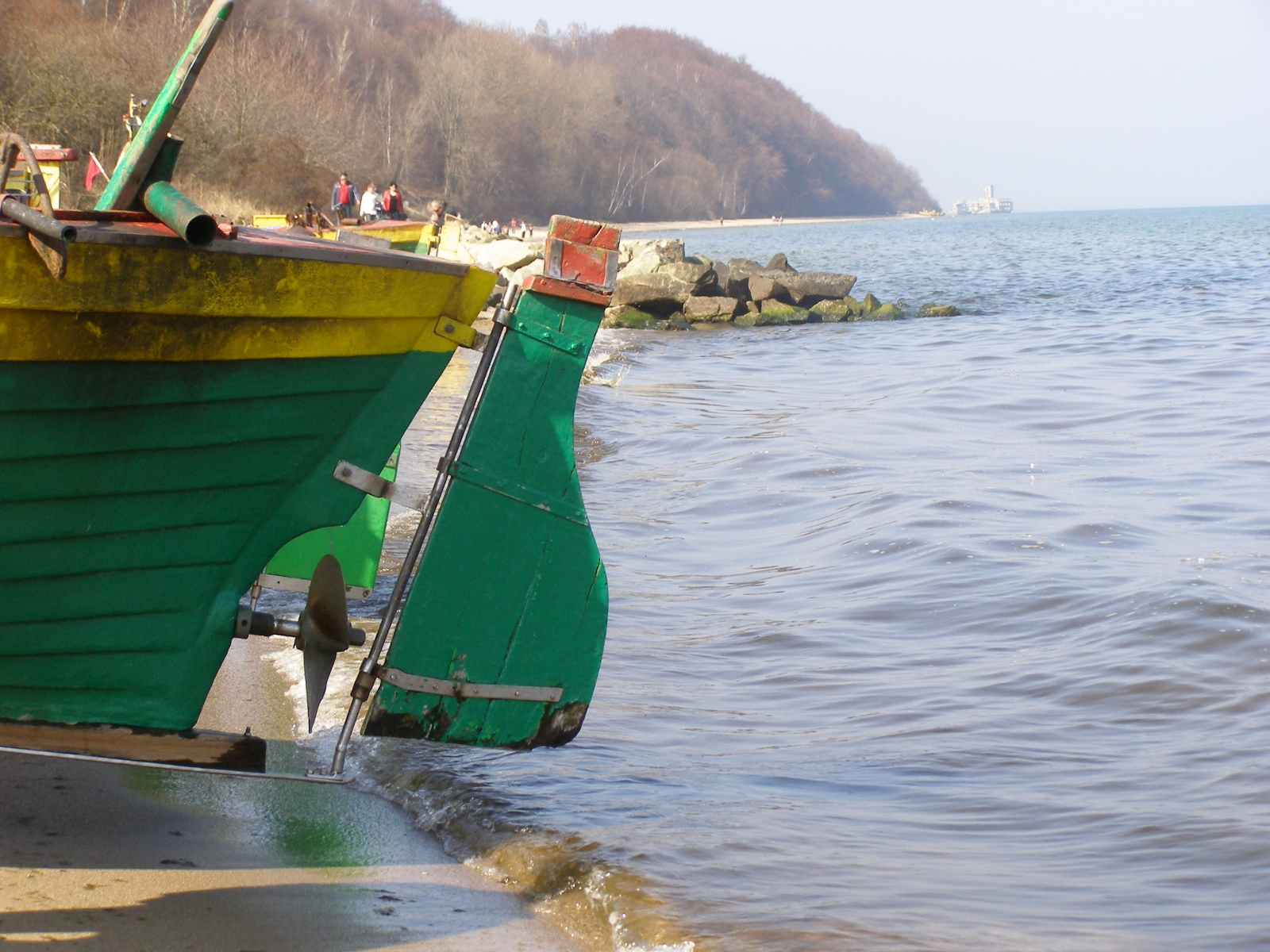
Стерно рибальського човна на похилому рудерпості
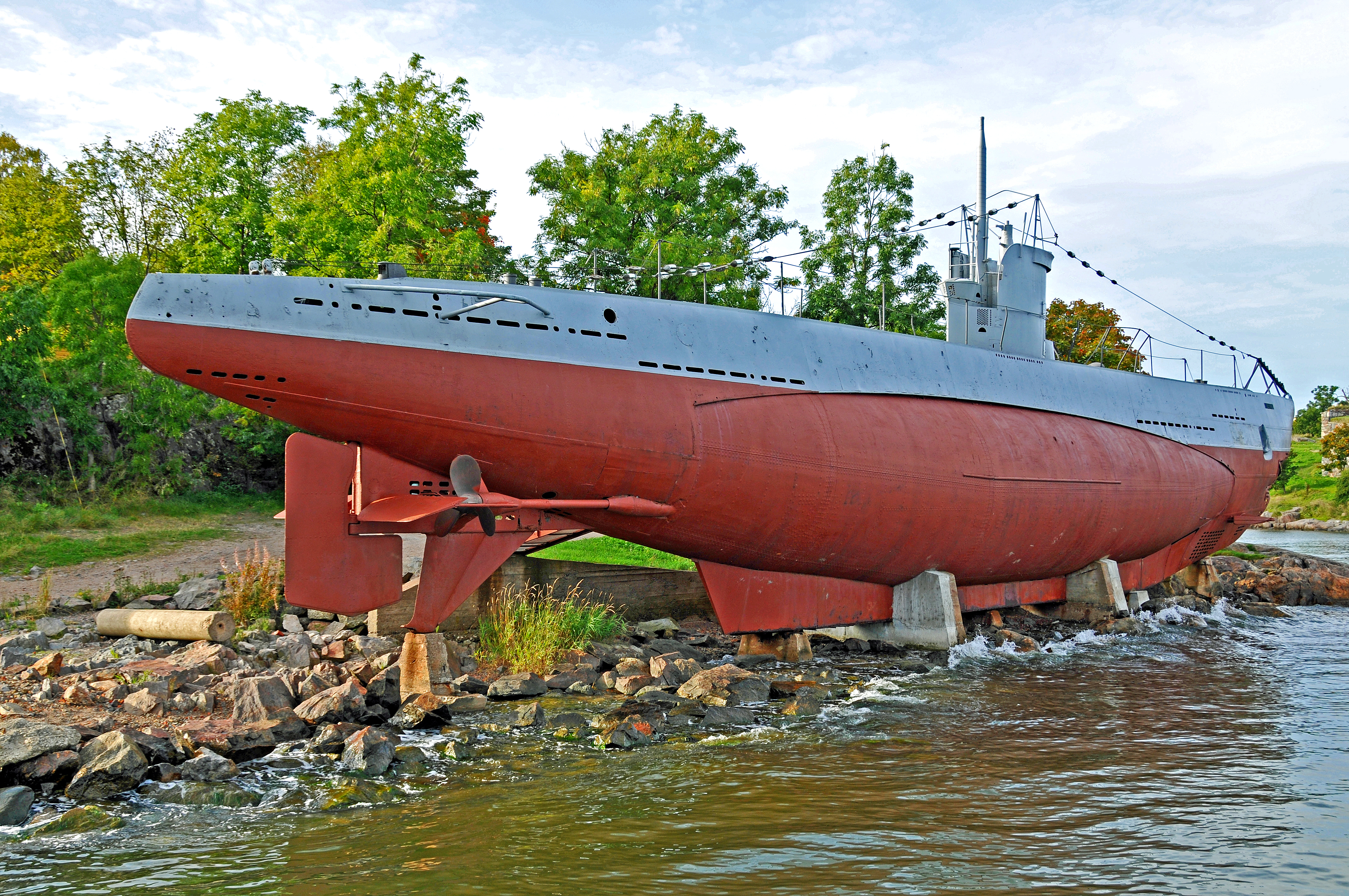
Вертикальне і кормові горизонтальні стерна підводного човна
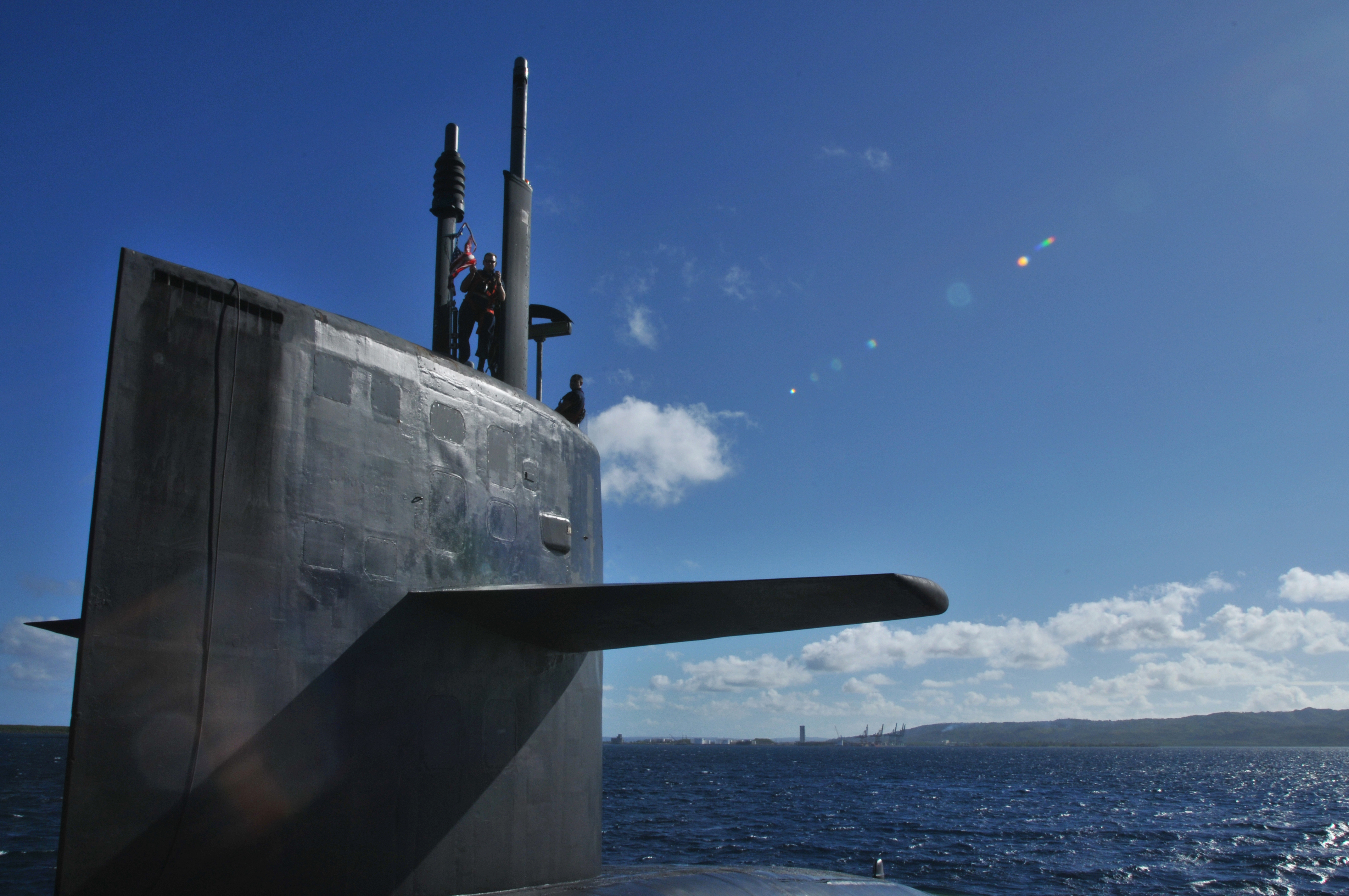
Рубкові стерна

### Геральдика

Монтіжу